# Хоффман, Лотар
Георг Лотар Хоффман (нем. Georg Lothar Hoffmann; 29 июня 1905, Позен, Германская империя — 26 ноября 1992, Оффенбах-ам-Майн, Германия) — гауптштурмфюрер СС и сотрудник гестапо в Люблине.

## Биография
Лотар Хоффман родился 29 июня 1905 года в семье полицейского служащего. С 1912 по 1918 года ходил в среднюю школу. Во время оккупации Позена поляками его родителям пришлось покинуть город. В апреле 1922 году получил в школе Позена аттестат зрелости. Впоследствии учился коммерции и после окончания обучения стал госслужащим.
С 1925 по 1927 год был безработным. 1 апреля 1927 года поступил на службу в полицию и посещал полицейскую школу в Франкенштайне. 1 апреля 1928 года был переведён в полицию по борьбе с беспорядками в Бреслау. Впоследствии служил в нескольких полицейских ведомствах в Бреслау. В 1932 году успешно окончил учебные полицейские курсы и получил звание старшего сержанта в Франкенштайне. В октябре 1934 года был переведён в уголовную полицию в Бреслау. В начале 1935 года поступил в гестапо в Берлине, где оставался до сентября 1937 года. С октября 1937 и до июня 1938 года посещал учебный курс в офицерской школе полиции безопасности в Шарлоттенбурге. После окончания обучения был переведён в отделение гестапо в Лигнице. В 1938 году был зачислен в ряды СС.
В сентябре 1939 года был зачислен в айнзацкоманду 1 в составе айнзацгруппы III под руководством гауптштурмфюрера СС Вильгельма Шарпвинкеля. С октября 1939 года и до эвакуации Люблина 22 июля 1944 года был руководителем отдела B в составе IV отдела (гестапо). 9 ноября 1940 года ему было присвоено звание оберштурмфюрера СС. 30 января 1943 года дослужился до гауптштурмфюрера СС. Хоффман отвечал за заключение в гетто, депортацию и убийство евреев в дистрикте Люблина.
После эвакуации Люблина Хоффман сначала отправился в Радом и некоторое время возглавлял польский комиссариат уголовной полиции в Пшедбуже. В Силезии он всё ещё находился на фронте. Вместе с немецкими войсками он отступил в Чехословакию, где попал в плен, и чехи передали его СССР. Исходя из его собственных показаний, русские считали его членом вермахта. Пройдя через несколько лагерей, Хоффман оказался в Сталинграде. 19 декабря 1949 года за то, что до начала войны служил в полиции, был приговорён к 25 годам трудовых лагерей.
В октябре 1953 года был амнистирован и вернулся в ФРГ. В 1954 году был принят на службу в полицию в Гессене. Вначале был комиссаром уголовной полиции в земельном управлении уголовной полиции в Висбадене, затем работал в уголовной инспекции в Дармштадте. 1 апреля 1955 года стал начальником государственного комиссариата уголовной полиции в Лимбурге. В ноябре 1959 года был отстранён от службы. Впоследствии занимался коммерческой деятельностью, пока не был 1 ноября 1960 года заключён под стражу. После освобождения из следственного изолятора 4 декабря 1961 года вновь работал в торговле. 1 марта 1973 года был приговорён земельным судом Висбадена за пособничество в убийстве к трём годам заключения.